# Борхуарали
Борхуарали, Бурхорали, Бурхор, Бурхор-Али (осет. Борхуарали, Бурхорали, Бурхор, букв. «просо алан») — в осетинской мифологии божество хлебных злаков, сын хлебного божества Хоралдара.

## Мифология
К Борхуарали люди обращались с просьбой, чтобы он весной помогал бороновать землю и сеять в неё зёрна. Считалось, что Хоралдар, который являлся божеством урожая, видя, что его сын усердно занимается работой, вознаградит его и пошлёт ему за его труд, а соответственно и людям, обильный урожай.
В нартском эпосе из-за схожести своей деятельности Борхуарали отождествляется со своим отцом Хоралдаром. В эпосе есть рассказ о том, как Батрадз хвалясь своими боевыми подвигами на пиршестве у Алагата и троекратно поднимая священную чашу Нартамонга, говорил, что он убил сына хлебного Алдара, Бурхор-Али:

«Шёл я вдоль третьего горного склона и убил семерых Елиа и семерых Мыкалгабырта. Убил я и сына Хлебного алдара, Бурхор-Али».

## Источник
- Дзадзиев А. Б., Этнография и мифология осетин, Владикавказ, 1994, стр. 40 — 41, ISBN 5-7534-0537-1
- Ж. Дюмезиль, Осетинский эпос и мифология, Владикавказ, изд. Наука, 2001.